# František Vrba
František Vrba (24. června 1896 Zálezlice – 22. prosince 1963 Roudnice nad Labem) byl český sbormistr a hudební skladatel.

## Život
Vystudoval gymnázium v Roudnici a poté pracoval jako státní úředník v Roudnici a v Praze. Po 2. světové válce byl referentem na odboru kultury Zemského národního výboru v Praze. Hudbu studoval soukromě, ale zabýval se jí s plnou vážností. Základy hudebního vzdělání si odnesl již z Roudnice, kde byl žákem Vojtěcha Šístka. Později studoval u hudebních skladatelů Vojtěcha B. Aima a Františka Spilky. Úspěšně složil i státní zkoušky z klavíru a sborového zpěvu.
V Roudnici i v Praze se věnoval rozvoji a organizaci hudebního života. Řídil pěvecké sbory, obstarával klavírní doprovod na koncertech sólistů. Založil několik souborů komorní hudby a aktivně se jako klavírista účastnil jejich koncertní činnosti. V letech 1921–1926 byl varhaníkem v kostele československé církve. V roce 1938 se podílel na založení spolku amatérských hudebníků Heroldův klub, který pracuje dodnes. Rovněž stál u zrodu Společnosti pro starou českou hudbu, která se později stala součástí Společnosti Národního musea. Přispíval nejen do hudebních rubrik regionálních novin, ale i do odborných hudebních časopisů.

## Dílo
Těžiště jeho skladatelské činnosti bylo ve skladbách komorních, písních a sborech. Jeho písně měla v repertoáru řada významných českých pěvců. Úspěšné byly i jeho instruktivní skladby pro klavír.